# Горнау (Рудные горы)
Горнау (нем. Gornau/Erzgeb.) — община в Германии, в земле Саксония. Подчиняется административному округу Хемниц. Входит в состав района Рудные Горы. Подчиняется управлению Чопау.  Население составляет 3775 человек (на 31 декабря 2012 года). Занимает площадь 19,87 км².
Коммуна подразделяется на 3 сельских округа: Горнау, Дитмансдорф и Витцшдорф.
Горнау впервые упоминается в 1445 году как Горн.